# Kyanid a Štěstí

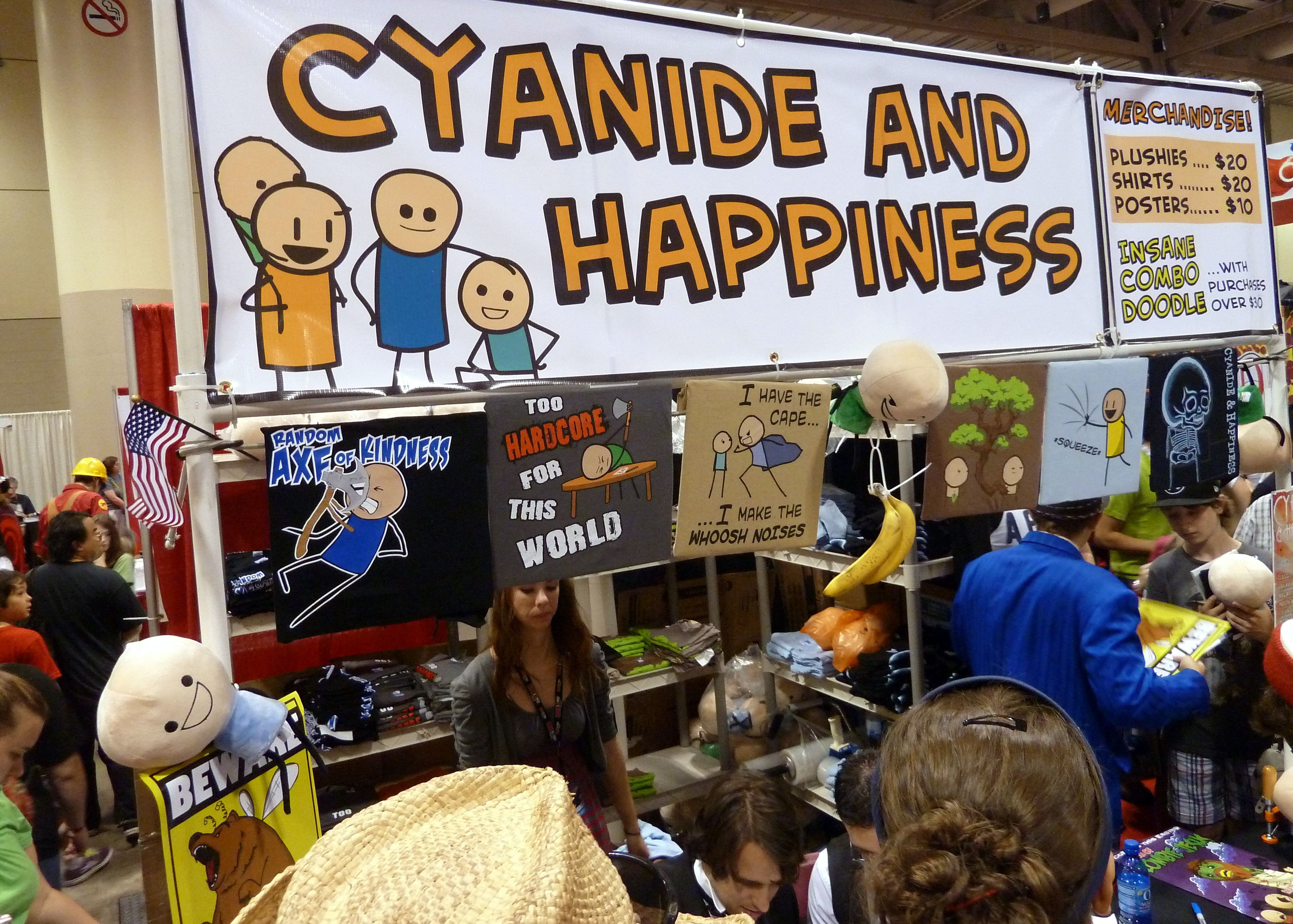
Stánek Kyanidu a Štěstí na fanouškovské akci

Kyanid a Štěstí (v originále Cyanide and Happiness) je původně internetový komiks, který se vyznačuje jednoduchou a účelnou kresbu s nekorektním a absurdním humorem, později i širší značka zahrnující například i několik animovaných seriálů a deskové hry.
Autoři tohoto komiksu jsou Kris Wilson, Rob DenBleyker, Matt Melvin a Dave McElfatrick, kteří tvoří skupinu Explosm Entertainment (často stylizováno jako ExplosmEntertainment nebo jednoduše Explosm). Matt Melvin v roce 2014 tým Kyanid a štěstí opustil kvůli tvůrčím neshodám.

## Komiksová série
Komiks byl poprvé vydán v roce 2005, od té doby si udržuje stále stejný formát, kdy strip nepřesahuje jednu stránku. Je publikován denně na webových stránkách autorů. Hlavními postavami komiksů jsou jednoduché holohlavé postavičky, které se vzájemně uráží, chovají se perverzně anebo rozvíjí filosofické úvahy o konečnosti světa. Většina postav nemá jméno a liší se jen barvami trička.
Původně internetový komiks byl díky své popularitě vydán v knižní podobě. V Česku vyšly již dvě knihy, první s názvem Kyanid a Štěstí a druhá s názvem Zmrzlina a Smutek. Tato knižní vydání obsahují 150 stripů včetně 30 dosud nepublikovaných.
V rámci komiksové série existují i dílčí minisérie, které obvykle obsahují několik stripů na stejné téma, nebo stripy zahrnující konkrétní postavy. Jednou z těchto sérií je tzv. Depressing Comic Week ("Týden depresivních komiksů"), jejíž pointa spočívá v ironii způsobené faktem, že se její stripy nesnaží evokovat humor, ale patos. Dalším příkladem může být Sh*t Week ("Týden sr*ní"), který zahrnoval komiksy na téma kálení.

## Animované skeče
V roce 2009 byl na YouTube vytvořen kanál ExplosmEntertainment. Původně se zde objevovaly pouze pohyblivé verze již existujících komiksů, v roce 2010 byl však vydán první ze mnoha krátkých animovaných skečů, které mají svůj vlastní vizuální styl a závěrečnou sekvenci s charakteristickou znělkou, jejímž autorem je skladatel Steve Lehmann. Od roku 2014 jsou tyto skeče publikovány na kanál pravidelně v týdenních intervalech.

## Animovaný seriál
Vysoká popularita komiksové série a především série animovaných skečů vedla tvůrce k nápadu vytvořit animovaný seriál Kyanid a Štěstí. V roce 2013 proběhla kampaň skrze firmu Kickstarter, pomocí níž se autorům povedlo vybrat 770 309 dolarů na produkci první série animovaného seriálu The Cyanide and Happiness Show. Původní nápad zahrnoval distribuci pořadu v rámci amerických vysílacích společností, tvůrcům se však nelíbila představa kreativní kontroly, která s náturou televizní zábavy souvisí, pročež tuto cestu publikace odmítli. Tento plán zahrnoval údajně společnosti FOX a Adult Swim.
Druhá a třetí série pořadu The Cyanide and Happiness Show původně nevyšla na YouTube, ale byla umístěna na streamovací službu Seeso. Čtvrtá série rovněž původně nebyla dostupná zdarma, ale nacházela se pouze na platformě VRV.